# Ledocarpaceae
Classification APG II (2003)
Famille
Classification APG III (2009)
Genres de rang inférieur
- Balbisia
- Rynchotheca
- Wendtia

Les Ledocarpaceae (Lédocarpacées en français) sont une famille de plantes à fleurs dicotylédones qui comprend 12 espèces réparties en 3 genres.
Ce sont des sous-arbrisseaux, à feuilles opposées originaires des régions andines d'Amérique du Sud.

## Étymologie
Le nom vient du genre Ledocarpon, dérivé de leda, « sorte de ciste » et carpo, fruit. 

## Classification
En classification phylogénétique APG III (2009), cette famille est invalide et ses genres sont incorporés dans la famille Vivianiaceae.
En classification phylogénétique APG IV (2016), les Ledocarpaceae sont inclus dans les Francoaceae.

## Liste des genres
Selon Angiosperm Phylogeny Website (18 mai 2010) et GRIN (18 mai 2010) :
- Balbisia (ex Ledocarpon Desf.)
- Rhynchotheca
- Wendtia

Selon BioLib (8 mai 2021) :
- Balbisia Cav.
- Rhynchotheca Ruiz & Pav.
- Viviania Cav.
- Wendtia Meyen

Selon NCBI (8 mai 2021) :
- Balbisia Cav.
- Bersama Fresen.
- Francoa Cav.
- Greyia Hook. & Harv.
- Melianthus L.
- Rhynchotheca Ruiz & Pav.
- Tetilla DC., 1830
- Viviania Cav.
- Wendtia Meyen